# ГЕС Kykkelsrud
ГЕС Хюккельсру (норв. Fellesanlegget Kykkelsrud-Fossumfoss) – гідроелектростанція на півдні Норвегії за 40 км на південний схід від Осло, між ГЕС Солбергфосс (вище по течії) та ГЕС Вамма. Входить до складу каскадів на найбільшій річці країни Гломмі, яка тече до протоки Скагеррак. 
Будівництво станції Хюккельсру почалось ще в 1900 році. 1903 року тут стали до роботи перші дві турбіни типу Френсіс потужністю по 4,4 МВт, до яких за три роки додали ще дві, а до 1913-го – ще п'ять. В 1936-му дві найстаріші турбіни замінили, а за рік на станції встановили десятий гідроагрегат. Турбіни використовували напір від 15,5 до 19 метрів та живились через канал, прокладений від розташованої вище на 1 км невеликої греблі. В 1939-41 роках прямо біля машинного залу звели греблю висотою 24 м, що дозволило збільшити напір до 20 м. Невдовзі збільшили і потужність станції – у 1948-му стали до ладу ще два агрегати, що довело загальну потужність об'єкту до 60 МВт (останні три турбіни мали показник по 7,4 МВт).  
В 1960-х роках власник станції вирішив об’єднати зусилля з компанією, котра мала ліцензію на використання падіння на розташованому вище по течії порозі Фоссумфосс. 1963 року звели нову бетонну греблю довжиною понад 300 м з чотирма водопропускними шлюзами. Це дало змогу створити напір у 26,5 м, який спершу використовували дві турбіни типу Каплан потужністю по 55 МВт (станція Fellesanlegget Kykkelsrud-Fossumfoss). В 1985-му до них додали ще одну потужністю 83 МВт, після чого у 1989-му вивели з експлуатації дев'ять перших турбін старої станції. В кінці 2010-х три її останні турбіни також припинили роботу, при цьому частину споруд використали для розміщення четвертої турбіни типу Каплан потужністю 40 МВт, котра стала до ладу в 2011-му.
У 1981-2010 роках середньорічна виробітка комплексу складала 1241 млн кВт-год електроенергії.